# ضريبة الشركات في المغرب
ضريبة الشركات في المغرب هي ضريبة تفرض على موارد وأرباح الشركات، والمؤسسات العامة وغيرها من الشخصيات المعنوية التي تحقق أعمالاً مربحة. تم إصدارها بموجب القانون رقم 24/86 المنشور في الجريدة الرسمية رقم 38732 المؤرخ 21 يناير 1987. استبدلت ضريبة الشركات في المغرب ضريبة الأرباح المهنية القديمة (IBP). وفقًا لإحصائيات وزارة الاقتصاد والمالية المغربية شكلت ضريبة الشركات ٪37 من إيرادات الدولة الضريبية في عام 2008.

## مجال التطبيق
- وفقًا للمادة 2 من القانون المغربي العام للضرائب (CGI)، تُطبق الضريبة على الشركات المغربية على الأشخاص الاعتباريين باستثناء الأشخاص المذكورين في المادة 3 من CGI والمؤسسات العامة والجمعيات والمنظمات المماثلة، الأموال التي ينشئها القانون أو بموجب اتفاق لا تتمتع بشخصية قانونية والتي تُوكل إدارتها إلى هيئات يحكمها القانون العام أو الخاص ، ومراكز التنسيق التابعة لشركة غير مقيمة أو مجموعة دولية مقرها الرئيسي يقع في الخارج.
- الأشخاص المستبعدون من النطاق:
  - الشركات الواقعية التي تضم الأشخاص الطبيعيين فقط.
  - الشركات والشراكات المحدودة المقامة في المغرب والتي تضم الأشخاص الطبيعيين فقط والمشاريع المشتركة.
  - الشركات التي لديها كايانات عقارية (شركات عقارية شفافة)، أيا كان شكلها، يتم تقسيم رأس مالها إلى أسهم أو أسهم مسجلة.
  - جماعات المصالح الاقتصادية على النحو المحدد في القانون رقم 13-97 الصادر بموجب الظهير رقم 1-99-12 بتاريخ 18 شوال 1419 (5 فبراير 1999).

## معدل الضريبة
| المعدل | الربح الصافي بالدرهم       |
| ------ | -------------------------- |
| 10%    | أقل أو يساوي 300.000       |
| 20%    | من 1.000.000 إلى 300.001   |
| 30%    | من 5.000.000 إلى 1.000.001 |
| 31%    | من 5.000.001 فما فوق       |

## مستجدات
- بموجب قانون المالية لسنة 2019، وللتصدي للتهرب الضريبي للشركات[5] يجري التخطيط لخفض ضريبة الشركات من ٪20 إلى ٪17.5 للشركات التي تتراوح أرباحها ما بين 300.001 و مليون درهم سنوياً، ونسبة 10٪ بالنسبة للشركات الصغيرة التي لا تتعدى أرباحها 300 ألف درهم سنوياً.[6]
- رفع الضريبة على أرباح الشركات التي تتجاوز مليون درهم من ٪31 إلى ٪32
- إعفاء المؤسسات التي لا تتمتع بوضع تجاري والصيادلة من أداء رسوم الطوابع،